# Limone di Procida
Le Citron de Procida, en italien Limone di Procida est un citron traditionnel cultivé sur l'ile éponyme, archipel des Îles Phlégréennes, au nord de la baie de Naples. C'est un limoni pane (citron pain) remarquable par son albédo, souple et épais qui est consommé. Le citron se mange entier en tranches, sucrées ou salées ou bien détaillé dans les préparations culinaires locales. 

## Label de qualité
Ce fruit bénéficie du label Produits agroalimentaires traditionnels de Campanie (Prodotti agroalimentari tradizionali regione Campania) n°159, Limone di Procida (Journal officiel du 21 aout 2000) avec le  Limone dei Campi Flegrei - février 2020 - (citron des Champs Phlégréens) cultivé sur le continent, en face de Procida, à Bacoli.
Il existe des limoni pane - aussi limoni di pane - dans tout le Golfe de Naples: à Amalfi, à Sorrente.

## Description

### Histoire
Les historiens relient l'apogée de la marine de l'ile, au XVIIIe siècle, à l'expansion de la culture du limon pane . La culture du citronnier s'étendait en 1956 sur une centaine d'ha à Procida, elle est artisanale ou familiale.

### Le fruit
Le fruit est décrit et comparé aux citrons représentatifs de Sicile, Calabre et des Pouilles par Roberta Smimmo et al. (2025) dans Bio-agronomic and genetic variability of local lemon cultivars from Southern Italy. Cette publication avance des chiffres de productivité très bas (9 à 10,2 kg/an/plante contre jusqu'à 100 kg pour le citron de Sorrente), qui ne sont pas confirmés par d'autres sources.

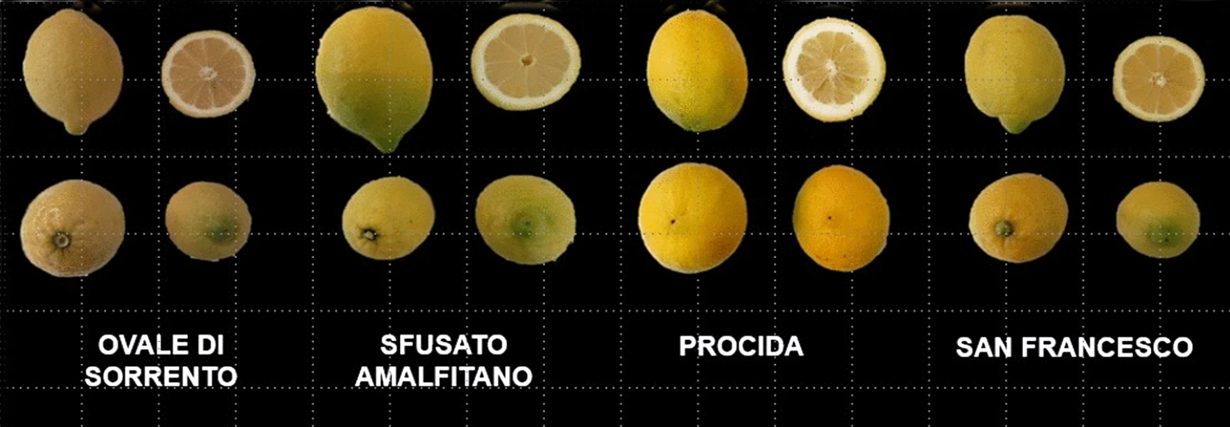
Le citron de Procida avec sa couleur claire et son albedo épais est bien distinct des cultivars d'Italie du sud: Ovale di Sorrento, Sfusato Amalfitano et San Francesco.

Le fruit peut être très gros (poids moyen 185 g, on en cite de beaucoup plus lourds) avec un flavedo fin, rugueux et jaune clair et un albedo épais (en moyenne à 6,7 mm. Le diamètre est 7 cm et la hauteur 8,5 cm. La pulpe est modérément acide (78,4 g/l d'acide citrique contre environ 100 g/l chez les autres cultivars) et peu sucrée (8 °brix).  

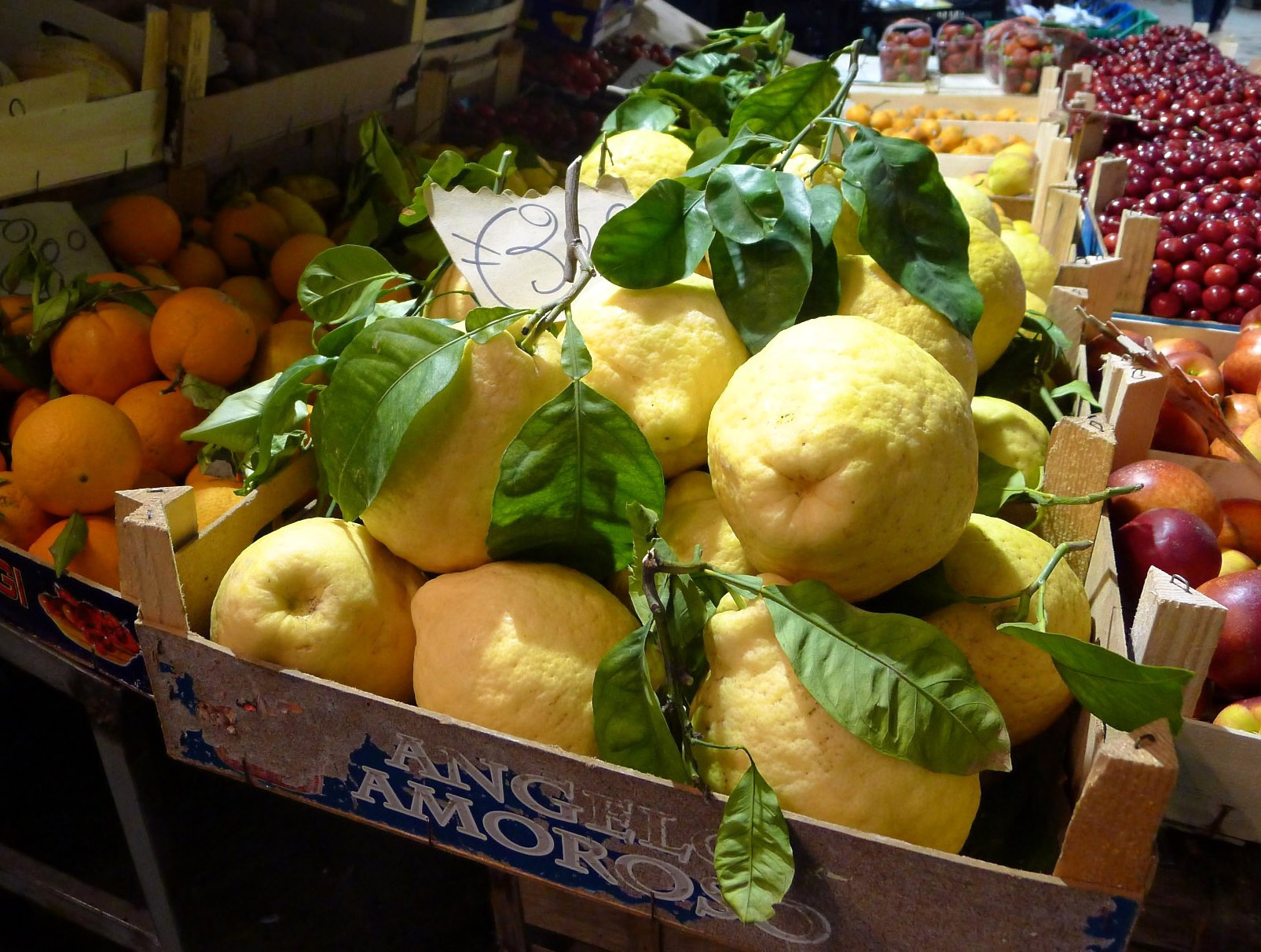
Limoni pane à Sorrente

### Utilisation
Les Spaghetti al Pesto di Limone di Procida (spaghetti au pesto de citron de Procida) ou Spaghetti al limone di Procida (avec zeste en julienne et jus) et la insalata di limoni - salade de citron (citron pelé de son zeste, tranché avec oignons, menthe fraiche, ail et huile d'olive) sont les classiques de Procida.
En recettes sucrées les fruits congelés et grattés donnent une grattachecca, alors que le jus est utilisé dans les granités. Les langues de Procida - lingua procidana - sont des pâtisseries faites de pâte feuilletée et de crème au citron, on les rencontre aussi à Naples.